# Хипоксична плућна вазоконстрикција
Хипоксична плућна вазоконстрикција (ХПВ) је физиолошка промена и јединствен адаптивни механизам карактеристичан за плућну циркулацију, у којој се плућне артерије сужавају у присуству хипоксије (низак ниво кисеоника) без хиперкапније (висок ниво угљен-диоксида), преусмеравајући крвоток у алвеоле са вишим парцијалним притиском кисеоника, истовремено смањујући вентилацију чиме регулишу перфузијски несклад. Код дуготрајне хипоксије, овај механизам има важну улогу у развоју хроничне плућне хипертензије.

## Патофизиологија ХПВ
Многа ткива у телу су способна да регулишу свој крвоток - срце, бубрег, мозак и стомак имају своју ауторегулацију крвотока. Чини се да ХПВ има сличан механизам унутар плућа, како би спречио десно скретање крви и усмерио је лево, унутар плућа, а тиме и појаву неоксигинисане крви у периферној циркулацији.
Тај процес се на почетку може чинити нелогичан, јер ниска вредност кисеоника теоретски треба да доведе до повећаног протока крви у плућима како би се повећала размена гасова.
Ова појава се објашњава тиме да сужење плућних артерија доводи до повећаног притиска који из хипоксичног подручја враћа крв у срце како би се одатле усмерила у боље-оксигенисана подручја плућа, што повећава укупну површину укључену у размену гасова.
Неколико фактора инхибира тај процес, укључујући повећану срчану активност, хипохондрија, хипотермија, ацидоза/алкалоза, повећан васкуларни плућни отпор, инхалација анестетика, блокада кретања калцијума, изопротеренол, азотсубоксид, вазодилатори.

## Теорије настанка ХПВ
Интензивна истраживања, од првих запажања Еулера и Лиљестранда, нису дала одговор о механизму настанака хипоксичне плућне вазоконстрикције?
Бројни лекари се слажу са истраживачима да хипоксичну плућну вазоконстрикцију одражава један механизам у мишићима малих прекапилларних плућних артерија и да за њихову реакцију није одговоран притисак кисеоника у алвеолама већ васкуларни притисак кисеоника. Такође, постоји консензус да, иако хипоксична плућна вазоконстрикција може бити под утицајем разних посреднике и аутономног нервног систем, његова урођени механизам је независан од ових утицаја.
У потрази за истином, приступи овој појави знатно варирају: и док се једни фокусирају на електротехничке појмове и покушавају да ову појаву објасне променом напона у каналим којима се одвија проток јона калијума (К+) и калцијума (Са+), изазваним променама притиска кисеоника у току хипоксије, други истражују улогу ендотела као посредника у настанку плућне вазоконстрикције. Нажалост правог одговора и даље нема?